# 科贡坊
科贡坊，位于中国云南省丽江市古城区大研街道新华街黄山下段，新华街与新华街黄山下段交叉口西北50米，丽江古城中心四方街附近。

## 历史
丽江自清雍正元年（1723年）实行改土归流到清末，出了六十多位举人和七位进士。其中清嘉庆年间，家住此处的杨兆兰和杨兆荣兄弟双双中举，道光年间杨兆荣之子杨硕臣又中举，为庆祝杨家“一门三举”，官府和民众捐资，在巷口兴建科贡坊，高二层。1944年正月初三，科贡坊毁于火灾。三年后，为最后一位进士和庚吉中进士60周年大庆，乡民在原址重建科贡坊，并加高为三层。
2011年3月9日，科贡坊公布为古城区文物保护单位。